# Play Media
Play Media, voorheen SBS Belgium (Scandinavian Broadcasting Systems Belgium), is een Belgisch mediabedrijf dat sinds 2018 volledig in handen is van de Telenet Group. De hoofdactiviteiten van Play Media omvatten radio en televisie, maar daarnaast is het bedrijf ook online actief. Moederbedrijf Telenet beschikt ook over de betaalzenders Play More en Play Sports.

## Geschiedenis

### SBS Belgium
In 1995 werd de eerste zender van het toenmalige SBS Belgium gelanceerd, VT4. Dit groeide uit tot de bekendste zender van de mediaorganisatie. Het duurde nog tot 2004 voordat daar een tweede televisiezender bij zou komen, VijfTV, ondanks dat er al enige tijd een tweede televisielicentie was toegekend aan het bedrijf. VijfTV richtte zich voornamelijk op een vrouwelijke doelgroep.
De Scandinavische mediagroep SBS Broadcasting werd in 2007 ingelijfd door het Duitse ProSiebenSat.1. Hiermee werd de groep, na RTL, de tweede grootste mediagroep in Europa. Na de fusie met SBS Broadcasting ging de Duitse mediagroep verder onder de naam ProSiebenSat.1 Media en was het eigenaar van een groot netwerk van televisiezenders, internetmerken, radiostations, print- en andere media.

### De Vijver Media

Situatie De Vijver tot 2014/2015

Op 20 april 2011 werd officieel bevestigd dat SBS Belgium overgenomen zou worden door De Vijver Media, het moederbedrijf van productiebedrijf Woestijnvis. De Vijver Media was voor de overname in handen van Wouter Vandenhaute en Erik Watté (60%) en van Corelio (40%), dat onder meer de kranten Het Nieuwsblad en De Standaard in haar bezit had. Voor het bod op de SBS-zenders zocht De Vijver steun bij de Finse mediagroep Sanoma. Alle drie de partijen – mediagroep Corelia, het duo Vandenhaute-Watté en Sanoma – kregen elk 33 procent van de aandelen van SBS Belgium in handen.
Na de voltooiing van de overname door De Vijver Media kregen de televisiezenders een restyling en gingen ze sinds september 2012 door het leven als VIER en VIJF. In tegenstelling tot VT4 werden er voor VIER meer Vlaamse programma's gemaakt. VIJF bleef zich richten op een vrouwelijk publiek.

### Telenet
Sanoma maakte in 2014 bekend dat het uit De Vijver Media wilde stappen. In datzelfde jaar maakte Telenet bekend toe te willen treden als aandeelhouder van de mediagroep, maar het zou tot 2015 duren eer dit werd goedgekeurd. Telenet kreeg een belang van 50 procent in handen, waarbij de overige twee partijen elk 25 procent overhielden.
In juni 2016 werd bekendgemaakt dat er in oktober van dat jaar een derde televisiezender zou worden gelanceerd door de mediagroep: ZES. Deze zender zou enkel Amerikaanse films en series uitzenden en kreeg als slagzin USA, all day. In tegenstelling tot zusterzenders VIER en VIJF was ZES niet analoog te ontvangen.
SBS Belgium wilde al langere tijd een radiozender lanceren en probeerde in 2016 dit met een dossier voor de vierde commerciële zender van Vlaanderen te worden, dit mislukte echter. In 2017 deed de mediaorganisatie een poging een van de nieuwe netwerkradio's te worden. Op 15 september van dat jaar werd bekendgemaakt dat ze een van deze licenties hadden weten te bemachtigen. De werknaam hiervan werd S-Radio. De bedoeling was om de zender in het eerste deel van 2018 te lanceren. Op 13 april 2018 werd echter bekendgemaakt dat dit pas in het najaar van 2018 zou gaan gebeuren en dat de zender de naam NRJ België zou gaan dragen. De zender was een joint venture met Mediahuis, waarbij elke partner 50 procent van de aandelen bezat. Op 9 augustus 2018 werd bekendgemaakt dat de zender vanaf 3 september 2018 zou gaan starten.
In 2018 nam Telenet de aandelen over van de twee andere aandeelhouders van De Vijver Media; Mediahuis en het duo Vandenhaute-Watté. Telenet kreeg daarmee volledige controle over SBS Belgium.
In augustus 2020 werd aangekondigd dat de zenders VIER, VIJF en ZES een nieuwe naam zouden krijgen, respectievelijk Play4, Play5 en Play6. Het doel van deze naamswijziging was om voor een betere aansluiting te zorgen op de Play-merknaam die reeds in handen was van SBS Belgium-eigenaar Telenet. Later die maand werd bekend dat er een nieuw gezamenlijk videoplatform gelanceerd zou gaan worden. De naamswijziging van de zenders werd doorgevoerd op 28 januari 2021, waarbij ook het nieuwe videoplatform GoPlay werd gelanceerd.
Tegelijk met de aankondiging van de naamswijziging van de televisiezenders werd bekendgemaakt dat er ook een nieuwe zender zou starten: Play7. Deze zender zou een aanvulling worden op de bestaande zenders en startte op 2 april 2021.
Tijdens de jaarpresentatie van SBS Belgium op 20 januari 2023 werd bekend dat de naam van de mediagroep zou verdwijnen. Sinds 14 februari 2023 is het bedrijf actief onder de naam Play Media. Begin 2023 werd ook Play Zuid officieel geopend, het nieuwe entertainmenthuis van Play Media. Het zou de hotspot worden voor live entertainment met live-opnames, optredens en events in Antwerpen.
Op 23 februari 2023 werd bekend dat Telenet mede-eigenaar werd van Nostalgie. Na goedkeuring kreeg het 20 procent van de aandelen in handen. Mediahuis bleef voor 55 procent eigenaar, terwijl Nostalgie Holdco, het vroegere Nostalgie SAS, 25 procent behield. Op 15 juli 2023 werd Play Media officieel mede-eigenaar na goedkeuring. Op 23 augustus 2023 werd bekend dat door de toetreding van Play Media – via Telenet – de naam van de zender per 28 augustus 2023 zou worden aangepast naar Play Nostalgie. Daarnaast werd de programmering vernieuwd.
Sinds september 2023 is het mogelijk om live televisie terug te kijken via GoPlay. Tot 2012 had SBS Belgium een on-demanddienst op digitale televisie onder de naam C-More. Met de naamswijziging van de televisiezenders in 2012 kreeg deze dienst de naam MEER. Anno 2024 kunnen programma's worden herbekeken via een naamloze dienst. De dienst MEER was ook beschikbaar via het internet en werd later een naamloze dienst waar veel programma's gratis terug te bekijken waren via de websites van VIER, VIJF en ZES. Op 28 januari 2021 werden de websites van de zenders vervangen door het GoPlay-platform. Hierbij werden later ook apps gelanceerd op telefoon, tablet en televisie.
Op 19 januari 2024 werd er een vijfde televisiezender toegevoegd aan het portfolio van Play Media, namelijk Play Crime.

## Onderdelen

### Televisie
- Play4
- Play5
- Play6
- Play7
- Play247
- Play Crime

### Radio
- NRJ België
- Play Nostalgie
- Nostalgie Plus

### Video on demand
- GoPlay

## Organisatie

### Hoofdkantoor
Het bedrijf opereerde van origine vanuit de Fabrieksstraat in Zaventem bij Brussel, maar doet dit tegenwoordig vanaf de Harensesteenweg in Vilvoorde waar ook productiebedrijf Woestijnvis is gevestigd, dat tevens onderdeel is van de Telenet Group.

## Voormalige onderdelen

### SBS Sales Belgium
SBS Sales Belgium was de interne reclameregie van SBS Belgium. SBS Sales Belgium stond in voor het commercialiseren van de mediaruimte van de SBS Belgium-media, maar er werd ook samengewerkt met andere bedrijven. Zo werd er van 2012 tot 2017 samengewerkt met VIMN Belgium voor Comedy Central, MTV, Nickelodeon, Nick Jr., Spike en TMF. Ook had het jarenlang de regie van Studio 100 TV in handen. Van 2012 tot 2020 had het ook de regie van Discovery Networks Benelux (Discovery Channel Vlaanderen, TLC) in handen. Tot 1 april 2021 werkte SBS Sales Belgium nog samen met BBC (BBC First), NRJ, Studio 100 (Njam!) en Telenet (Play Sports). Sinds 1 april 2021 zijn de activiteiten van SBS Sales Belgium ondergebracht bij Ads & Data. Deze nieuwe nationale reclameregie is ontstaan door een samenwerking van SBS Belgium met Mediahuis, Pebble Media en Proximus Skynet.

## Beeldmerk

Voormalig logo van SBS Belgium